# Oberberken
Oberberken ist ein Stadtteil von Schorndorf (Rems-Murr-Kreis, Baden-Württemberg). Der Ort liegt mit rund 500 Metern über Normalnull auf einem der höchsten Punkte des Schurwaldes auf der sogenannten „hinteren Schur“. Der zugehörige separat gelegene Wohnplatz Unterberken befindet sich knapp 2 km südöstlich auf rund 466 m Höhe. Das früher bäuerlich geprägte Dorf liegt an der historischen Kaiserstraße, die die Burg Hohenstaufen mit Waiblingen verbindet.

## Geschichte

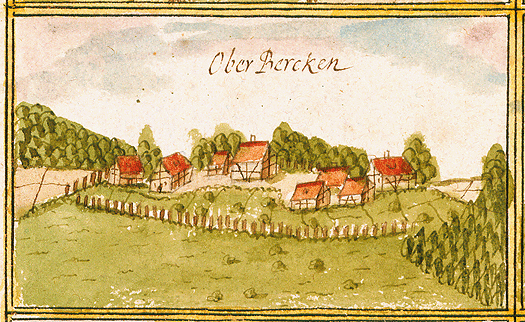
Oberberken 1685 (Ansicht aus den Forstlagerbüchern von Andreas Kieser)

Oberberken wurde im Jahr 1110 erstmals urkundlich erwähnt, als Conrad von Beutelsbach im Tausch mit dem Kloster Hirsau 10 Huben in „Berckha“ erhielt, die von Cuno und Uta von Hurningen einst dem Konvent vermacht worden waren. Südlich des heutigen Wohnplatzes Unterberken im Staatswald „Burgholz“ stand einst die Burg des Volknand von Staufen, eines staufischen Dienstmannes, der als Stifter des Klosters Adelberg gilt.

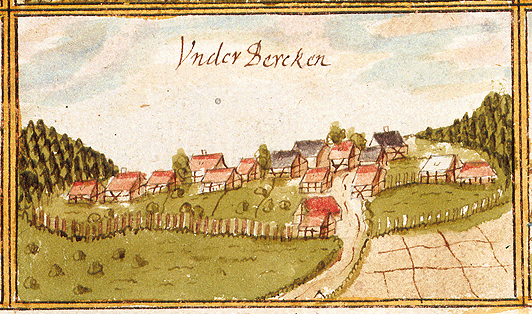
Unterberken 1685 (Ansicht aus den Forstlagerbüchern von Andreas Kieser)

Neben dem Kloster Adelberg und Conrad von Beutelsbach hatten das Stift Backnang (1245), die Herren von Vilsegge (1294), von Husen (1317), von Widstatt und die von Talheim (1408) Besitz in Oberberken. Ab 1535 – nach der Auflösung des Konvents – waren fast ganz Ober- und Unterberken Teil des württembergischen Klosteramts Adelberg. Nur drei Lehen in „Obernberckach“ standen direkt unter württembergischer Vogtei und waren deshalb dem Stab Oberurbach zugeordnet. Bei der Umsetzung der neuen Verwaltungsgliederung im Königreich Württemberg wurde Oberberken 1807 dem Oberamt Schorndorf zugeordnet. Im Jahre 1824 wurde Oberberken mit Unterberken zur Gemeinde erhoben. Zuvor gehörten die Orte zu Hundsholz (heute Adelberg). Die Verwaltungsreform des Jahres 1938 führte zur Zugehörigkeit zum Landkreis Waiblingen. Durch die Kreisreform in Baden-Württemberg 1973 kam Oberberken zum Rems-Murr-Kreis. Die Eigenständigkeit endete mit der Eingemeindung in die Stadt Schorndorf im Zuge der Gebietsreform am 1. Januar 1975.

## Politik
Oberberken bildet zusammen mit Unterberken eine Ortschaft im Sinne der baden-württembergischen Gemeindeordnung mit eigenem aus zehn Mitgliedern bestehendem Ortschaftsrat. Ortsvorsteher ist Klaus Kärcher.

## Wappen
Das Oberberkener Wappen zeigt einen Weißen (Silbernen) Schild, an dessen rechtem Rand ein roter Abtsstab mit nach unten zeigender Krümme beginnt und nach links oben zeigt. Die rotweißen Farben für das seit 1909 verwendete Wappen wurden bereits 1952 festgelegt, das Wappen wurde jedoch erst am 9. Februar 1970 vom baden-württembergischen Innenministerium offiziell verliehen.

## Einrichtungen

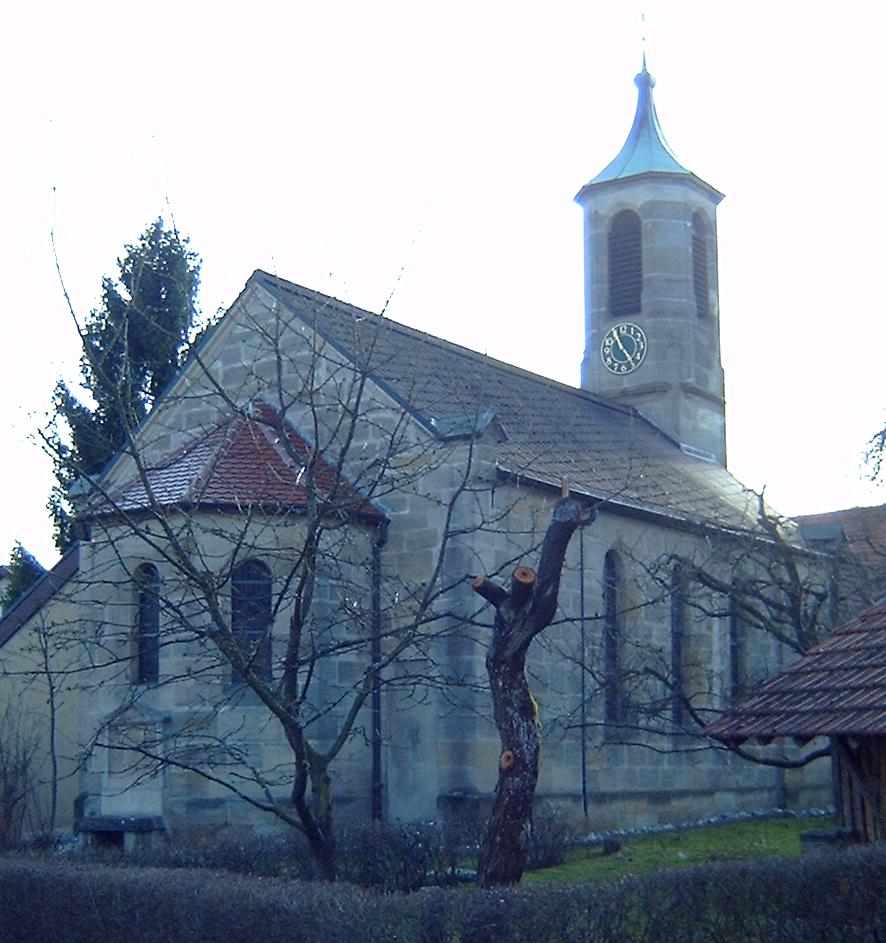
Johanneskirche Oberberken

Die evangelische Johanneskirche in Oberberken wurde 1859 anstelle einer Kirche aus der Zeit vor 1490 neu erbaut und 1974 umgebaut. Zusammen mit dem Gemeindehaus und dem Jugendtreff "Säle" bildet sie das Zentrum der evangelischen Kirchengemeinde in Ober- und Unterberken. 
In Oberberken gibt es eine Grundschule, die Schurwaldschule; weiterführende Schulen bietet die Schorndorfer Kernstadt. Außerdem befinden sich in dem Stadtteil der Kindergarten am Wasserturm (der Kindergarten In den Geißhecken wurde im Juli 2016 geschlossen), eine Verwaltungsstelle, eine SB-Filiale der Volksbank Stuttgart sowie die Schurwaldhalle, eine aufgrund ihrer Architektur mehrfach ausgezeichnete Mehrzweckhalle, und mehrere Sportplätze. Es existieren noch zwei Gemeindebackhäuser in Oberberken (Baujahr 1879) und Unterberken (Baujahr 1881), in denen bei Festen der örtlichen Vereine Salz- und Zwiebelkuchen sowie das beliebte Holzofenbrot gebacken werden. Der kleine Lebensmittelladen ist seit Sommer 2023 dauerhaft geschlossen.
Zur überregionalen Bekanntheit trägt seit 1960 das hier beheimatete SOS-Kinderdorf Württemberg bei.

## Persönlichkeiten
- Ursel Sieber (1957–2023), Journalistin und Buchautorin

## Verkehr
Oberberken liegt an der Landstraße 1225, die das Remstal bei Schorndorf mit dem Filstal bei Göppingen verbindet. Außerdem erschließt die Buslinie 935 (Göppingen–Schorndorf) des Verkehrs- und Tarifverbundes Stuttgart den Stadtteil.